# زيغينشور
زيغينشور هي مدينة، تتبع محافظة زيغنشور ‏، هي عاصمة زينغشور، ومحافظة زيغنشور ‏، بلغ عدد سكانها 230٬000 نسمة.

## مدن توأم
المدن التوأم:
- مقاطعة برينس جورج
- سان-مور-دي فوسي
- ريميني.

## أعلام
- إميلي غوميز
- عثمان سمبين
- جوزيف لوبي
- دومينيك مندي
- أليون غوي